# 賞金獵人 (電影)
《賞金獵人》（韓語：바운티 헌터스）《Bounty Hunter 》是一部韓國與中港合拍的動作喜劇片，由韓國導演申太羅執導；韓國演員李敏鎬，中國演員唐嫣、徐正曦，以及香港演員鍾漢良、吳千語、樊少皇領銜主演。

## 劇情
李山（李敏鎬 飾）來歷不明，但擁有超強武打能力。阿YO（鍾漢良 飾）智慧過人，曾任國際刑警。他們在香港開了一家私人保鏢公司，受委託到韓國仁川保護一名記者。機緣巧合下，公司加入了才貌兼備的Cat（唐嫣 飾）、天才駭客Swan（吳千語 飾）和力量超凡的Bobo（樊少皇 飾），一行人組成的賞金獵人團。團隊領袖 Cat這次的目標是揪出近期在A酒店發生的連環爆炸案的始作俑者。

## 演員

### 主要演員
- 李敏鎬 飾演 李山（粵語配音：陳宇琛）
- 鍾漢良 飾演 王博宥 （阿Yo）（粵語配音：關楚耀）
- 唐　嫣 飾演 凌芯（Cat）（粵語配音：唐寧）
- 吳千語 飾演 白天柯（Swan）（粵語配音：原聲）
- 樊少皇 飾演 寶寶（粵語配音：黃龍傑）
- 徐正曦 飾演 湯姆（粵語配音：劉偉恆）

### 其他人物
- 金瑜美 飾演 美伊
- 金民教 飾演 嚴參（粵語配音：吳匡弘）

## 奬項
| 年度 | 颁奖典礼         | 奖项                           | 姓名         | 结果 |
| ---- | ---------------- | ------------------------------ | ------------ | ---- |
| 2016 | 樂視網LETV       | 最受歡迎亞洲偶像獎             | 李敏鎬       | 獲獎 |
| 2016 | 首屆新浪微博電影 | 微博亞洲電影先鋒人物獎         | 李敏鎬       | 獲獎 |
| 2016 | 首屆新浪微博電影 | 微博電影最受期待的搞笑動作電影 | 《賞金獵人》 | 獲獎 |
| 2017 | 微博之星2016     | 微博給力電影                   | 《賞金獵人》 | 提名 |
| 2017 | 微博之星2016     | 微博給力男主角                 | 李敏鎬       | 獲獎 |
| 2017 | 微博之星2016     | 微博給力女主角                 | 唐嫣         | 提名 |

## 榮譽記事
- 20160706 登上微博電影榜 7/5 熱議日榜冠軍，憑藉3500萬話題閱覽量和15.82%銷售佔比登上熱議榜冠軍[4]

- 2017 日本週刊雜誌KPOP影音銷售: "韓國・韓流ドラマ・映畫"韓國戲劇·電影藍光DVD銷售量前10名週榜: 《賞金獵人》上市第一週2017.10.23～2017.10.29銷售第一名[5]。

- 2017年12月31日 土耳其 Güney Kore Sineması 影音網2017影視播映量排名; 《賞金獵人》位居第一名為該網最受推崇的電影，主演李敏鎬 為該影音網點閱量最高的演員[6]。

## 付費視頻網 ／電視頻道
- 2016年9月13日~14 日 日本文化研究與發展中心櫻花和田廳（澀谷區櫻丘町23¬21） 播映前先行播映6場[7]。
- 2017年1月30日  美国付費視頻網DramaFever[8]
- 2017年6月 起可於  NAVER電影商店付費觀看[9]
- 2017年 台灣愛奇藝 臺灣VIP會員
- 2017年11月11日 土耳其電視頻道"A2  TV" [10]
- 2017  臺灣衛視電影台
- 2017  臺灣星衛電影台
- 2017  土耳其 a2tv
- 2018  土耳其 a2tv
- 2018  马来西亚 TV3
- 2019  新加坡 新传媒U频道
- 2019  新加坡 新傳媒8頻道
- 2019  日本 DATV

## 外部連結
- NAVER電影 （页面存档备份，存于）

```
* 
賞金獵人 日本官網
[
1
]
```

1. ↑  .   [2021-05-18]. （原始内容存档于2021-02-27）.